# Baby-sitting
Pour le film homonyme, voir Babysitting (film).
Pour les articles homonymes, voir Babysitter (homonymie).
Le baby-sitting, babysitting (orthographe rectifiée de 1990) ou gardiennage au Québec est une pratique contemporaine de prise en charge des enfants. Le baby-sitting est communément effectué comme un travail par des adolescent(e)s.

## Terminologie
Le terme baby-sitter est un anglicisme apparu en 1937. 
Bien que les termes baby-sitting et sa variante graphique babysitting soient acceptés en français européen, ceux-ci n'ont pas été retenus par l'Office québécois de la langue française et sont déconseillés.

## Généralité
Les baby-sitters sont en général des adolescents ou de jeunes adultes. Leur type de travail varie en fonction des enfants : des jeux à leur endormissement, et de la préparation de la nourriture à l'apprentissage de la lecture, dépendant de l'accord entre les parents et le baby-sitter.
Dans certains pays, des organisations mettent en place des cours pour la formation des baby-sitters, souvent centrés sur la sécurité de l'enfant et les premiers soins pour les bébés et les enfants. Ces cours se font parfois dans des locaux d'hôpitaux et d'autres fois dans des écoles.